# NGC 3995
NGC 3995 је спирална галаксија у сазвежђу Велики медвед која се налази на NGC листи објеката дубоког неба.
Деклинација објекта је + 32° 17' 35" а ректасцензија 11h 57m 44,0s. Привидна величина (магнитуда) објекта NGC 3995 износи 12,1 а фотографска магнитуда 12,7. NGC 3995 је још познат и под ознакама UGC 6944, MCG 6-26-61, CGCG 186-75, IRAS 11550+3234, ARP 313, VV 249, KUG 1155+325B, PGC 37624.